# Моторный броневой вагон Кировского завода
Мото́рный бронево́й ваго́н Кировского завода (также Мотоброневаго́н Кировского завода, МБВ Кировского завода, встречаются также обозначения Мотоброневагон и неправильное МБВ-2) — советская железнодорожная боевая машина межвоенного периода.
Разработан в 1935—1936 годах на ленинградском Кировском заводе с использованием узлов,  агрегатов и орудийных башен среднего танка Т-28. МБВ с мощным для своего класса артиллерийско-пулемётным вооружением. В 1936—1937 годах изготовлено два мотоброневагона, активно применявшихся автобронетанковыми войсками РККА в Великой Отечественной войне. После Великой Отечественной войны МБВ № 1, вероятно, разобран на металлолом в 1960-х годах, а МБВ № 2 до нашего времени в экспозиции бронетанкового музея в Кубинке.

## История создания
К концу 1920-х годов относительно окрепшая экономика СССР позволила перейти, наконец, к перевооружению Рабоче-крестьянской Красной армии  современной военной техникой. 18 июля 1929 года Революционный военный совет СССР принял «Систему танко-тракторного и авто-броневого вооружения Рабоче-крестьянской Красной армии», содержавшую, помимо прочего, такой пункт:

I. Утвердить на вторую пятилетку следующую систему бронетанкового вооружения РККА:
1. Основные танки — 5 типов: …
<…>
4. Железнодорожные боевые машины — 2 типа:
а) мотоброневагон,
б) разведывательная дрезина — бронеавтомобиль (стандартный с бронемашиной).
5. Тракторы — 3 типа: …
<…>
— Постановление № 71сс/о Совета Труда и Обороны о системе танкового вооружения РККА, 13 августа 1933 года
Если с небольшими и легковооружёнными разведывательными бронедрезинами всё было более или менее просто, то с такой куда более сложной машиной, как мотоброневагон, дела у инженеров поначалу не складывались — сказывалось отсутствие практического опыта и материально-технической базы.
Лишь в 1935 году за проектирование моторного броневого вагона взялось специальное конструкторское бюро СКБ-2 Кировского завода в Ленинграде, начавшее проектировании мотоброневагона с задействованием конструкторов С. П. Богомолова, П. П. Ермолаева, Л. Е. Сычева, Н. В. Халкиопова, К. И. Кузьмина, П. П. Михайлова, С. В. Федоренко, П. Т. Сосова и Н. Т. Федорчука, при этом старшим инженером проекта был А. Е. Ефимов, общее руководство осуществлял начальник СКБ-2 О. М. Иванов.
В 1936—1937 годах по проекту изготовлено два МБВ, их испытания в общем положительны, но дальнейшее их производство из-за слабой бронезащиты и недостаточного зенитного вооружения не развёрнуто.

## Описание конструкции

Член экипажа мотоброневагона № 2 выглядывает из люка командирской рубки. На рубке поручневая антенна радиостанции 71-ТК-2. Ленинградский фронт, май 1942 года.

### Корпус и башни
Моторный броневагон представлял собой бронированную автомотрису. Корпус сваривался из 10—20 мм брони. Причем бортовые листы с наклоном к вертикали 10°.
Для лучшей обтекаемости при движении корпус без острых углов с плавными переходами. Корпус устанавливался на главную раму, склёпанную главным образом из неброневого листового и профильного железа. Основу рамы составляли две продольные балки, в нескольких местах соединённые между собой поперечными креплениями. Рама устанавливалась на двух железнодорожных тележках, связанных между собой посредством шаровых опор и шкворней. Передняя трёхосная тележка являлась опорной, а задняя двухосная, с установленными на ней двигателем и трансмиссией — ведущей. Сверху рама закрывалась металлическими листами с вырезом над ведущей тележкой.
Внутри вагон разделялся на семь отделений - отделение управления (в средней части под рубкой), боевое (под каждой башней, а также перед рубкой, где размещалась выдвижная зенитная пулемётная установка), силовое (в кормовой части) и силовой передачи (между силовым и боевым отделением третьей башни). Вход через три входные двери в бортах и люк в днище. Кроме того, люки в крыше каждой башни.
Управление машиной осуществлялось из командирской рубки, располагавшейся на крыше центральной части корпуса. В рубке размещались командир броневагона и механик-водитель. Кроме того, имелся пост управления № 2 в правом заднем углу корпуса.
Три орудийные башни от среднего танка Т-28 в передней и средней частях корпуса. Башни имели эллиптическую форму с развитой кормовой нишей и сваривались из катаных бронелистов толщиной 15—20 мм. Крыши башен были усилены рёбрами жёсткости, выполненными в форме выштамповок в виде большой звезды и двух полос с закруглёнными краями. В крышах имелись по два люка — круглый люк наводчика с установкой под зенитную турель и прямоугольный люк командира башни. В передней части крыши башен размещались по два отверстия для перископов, защищённых бронеколпаками. На правой и левой стенках башен имелись смотровые щели, закрытые триплексами, под ними — амбразуры для стрельбы из личного оружия, закрываемые бронезаслонками. В передней части башен на цапфах устанавливались 76,2-миллиметровые пушки, справа от них размещались независимые шаровые установки пулемётов ДТ (угол горизонтального обстрела ±30°, угол возвышения +30°, снижения — −20°). При перевооружении мотоброневагона пушками Ф-34 эти установки удалялись. В задней стенке кормовых ниш верхней головной и кормовой башен имелись стандартные шаровые установки пулемётов ДТ. Для удобства экипажа башни снабжались подвесным полом, прикреплённым к погону четырьмя кронштейнами. Сверху пол был прикрыт резиновым рифлёным листом. Справа и слева от пушки устанавливались высокие сидения командира и наводчика, имевшие на своих стойках вращающиеся боеукладки барабанного типа на 6 снарядов каждая. Между сидениями со сдвигом к передней части башни устанавливалась стойка на 8 снарядов (на танках Т-28 первой серии — на 12 снарядов) и шесть магазинов к пулемётам. На задней стойке подвесного пола шарнирно крепилось откидное сидение заряжающего. Кормовая и верхняя головная башни в принципе имели круговое вращение, однако соосное расположение и командирская рубка ограничивали их секторы обстрела до 280° и 318° соответственно. Нижняя головная башня имела сектор обстрела в 276°. Механизм поворота башен имел электропривод, продублированный ручным приводом.

### Вооружение

Носовые башни мотоброневагона № 2. Ленинградский фронт, июнь 1942 года. Машина вооружена 76-миллиметровыми орудиями Л-11. Хорошо видны пулемёты ДТ на зенитных турелях.

#### Основное
Основное вооружение моторного броневагона составляли три 76-миллиметровые танковые пушки, установленные в башнях. Первоначально оба МБВ были вооружёны орудиями КТ-28, аналогично устанавливавшимся на Т-28 в 1936 году. Специально разработанная для Т-28, пушка имела доработанную качающуюся часть 76-миллиметровой полковой пушки образца 1927 года. КТ-28 имела длину ствола 16,5 калибров, начальная скорость 7-килограммового осколочно-фугасного снаряда 262 м/с, 6,5-килограммового шрапнельного — 381 м/с. Пушка устанавливалась в лобовой части башни в маске на цапфах. Максимальный угол возвышения пушки +25°, склонения — −5°. Подъёмный механизм пушки секторного типа, ручной. 
В январе 1940 года взамен устаревших и слабых в борьбе с бронетехникой пушек КТ-28 мотоброневагон № 2 перевооружен новыми орудиями Л-11 с длиной ствола 30,5 калибров. При массе бронебойного снаряда БР-350А в 6,23 кг начальная скорость 630 м/с, что было неплохим показателем. Орудия устанавливались в стандартные маски башен Т-28 (последние с 1938 года вооружались более ранним вариантом этой пушки — Л-10).
Летом 1943 года в ходе ремонта на заводе имени Сталина МБВ № 2 снова перевооружили, заменив орудия Л-11 76-миллиметровыми танковыми пушками Ф-34.
МБВ № 1 перевооружили на пушки Ф-34 в августе 1944 — феврале 1945 года.
Общий боекомплект орудий 361 выстрел.

#### Вспомогательное
Вспомогательное вооружение МБВ составляли 10 пулемётов (не учитывая зенитные). Четыре пулемёта «Максим» образца 1910 года устанавливались в типовых шаровых бронепоездных установках в бортах бронекорпуса (по две с каждого борта), при этом дополнительно бронировались кожухи охладителей. Шесть пулемётов ДТ располагались следующим образом: один пулемёт в шаровой установке в корме корпуса, по одному пулемёту в шаровых установках орудийных башен и по одному — в кормовых нишах кормовой и верхней головной башен. При перевооружении МБВ № 2 пушками Ф-34, в установке которых присутствовал спаренный пулемёт ДТ, шаровые установки в передних частях башен были демонтированы.

#### Зенитное
Основное зенитное вооружение МБВ составляла счетверённая зенитная пулемётная установка М4 образца 1931 года. Установка размещалась перед рубкой и смонтирована выдвижной — огонь вёлся в поднятом положении (после поднятия откидной крыши отделения зенитной установки). Помимо установки М4, на мотоброневагоне 3 пулемёта ДТ на зенитных турелях П-40 на крышах орудийных башен.
Общий боекомплект пулемётов составлял:
- для пулемётов «Максим» — 48 коробок по 250 патронов и 20 коробок по 500 патронов (итого 22 000 патронов);
- для пулемётов ДТ — 174 дисковых магазина по 63 патрона (итого 10 962 патрона).

Таким образом, общий пулемётный боекомплект 32 962 патрона.

### Двигатель и трансмиссия
Двигатель мотоброневагона аналогичен двигателю танка Т-28 — V-образный авиационный карбюраторный М-17Т водяного охлаждения, эксплуатационной мощностью 450 л. с. при 1400 об/мин. Максимальная мощность составляла 500 л. с. при 1450 об/мин. Степень сжатия — 5,3, сухая масса двигателя — 553 кг. Карбюраторов — два, типа КД-1 (на каждую группу цилиндров). Водяное охлаждение двигателей осуществлялось при помощи радиаторов общей ёмкостью 100 л. Бензобаков — два, ёмкостью 330 л каждый, подача топлива — под давлением, бензопомпой. В качестве топлива использовался бензин марок Б-70 и КБ-70. Масляный насос — шестерёнчатый. Зажигание — от магнето (типа «Электрозавод»).
Трансмиссия МБВ также проектировалась на основе агрегатов Т-28, но конструкция коробки перемены передач была переработана с учётом условий движения машины по железнодорожному пути. В общем механическая силовая передача состояла из главного фрикциона сухого трения и реверсной пятискоростной коробки перемены передач (пять передач вперёд, одна назад), позволявшую мотоброневагону двигаться вперёд и назад с одинаковой скоростью. Также в конструкцию трансмиссии была введена муфта свободного хода, обеспечивавшая независимость вращения колёс от вращения вала двигателя. Свободный ход позволял, разогнав машину, снизить обороты двигателя, не снижая передачу и не затормаживая бронедрезину, что, кроме всего прочего, обеспечивало существенную экономию топлива. Бортовая передача представляла собой одноступенчатый шестерёнчатый редуктор оригинальной конструкции.
Двигатель и силовая передача монтировались над главной рамой корпуса на подрамниках ведущей тележки. Радиаторы и первый бензобак располагались слева от двигателя. Вся задняя тележка с расположенными на ней агрегатами закрывалась металлическим кожухом, верхняя часть которого представляла собой диффузор для отсоса воздуха наружу вентилятором. Кроме того, в силовом отделении находились второй бензобак, компрессорная и вентиляторная установки с приводом от бензинового двигателя Л6/2. Здесь же, в правом кормовом углу корпуса, размещался резервный пост управления № 2. Доступ к агрегатам двигателя и трансмиссии осуществлялся через люк в крыше силового отделения.

### Экипажная часть
Экипажная часть мотоброневагона из двух тележек, задней ведущей и передней поддерживающей. Осевая формула — 3-2-0. Задняя тележка двухосная, обе оси — ведущие. На раме тележки имеется шкворневая балка, которая через шариковую пяту принимает нагрузку корпуса, а также две роликовые опоры по бокам. Колёсные пары — паровозного типа, обе оси тормозные. На подрамниках ведущей тележки, поднимавшихся над главной рамой корпуса, монтировался силовой агрегат и трансмиссия. Передняя поддерживающая тележка — трёхосная.
МБВ оснащался комплектом тормозов с ручным, воздушным и электрическим приводом.

### Электрооборудование, средства связи и наблюдения
Электрооборудование мотоброневагона МБВ составляли три генератора (два ГТ-1000 и один ПН-28,5), а также восемь аккумуляторов 6СТЭ-128. Для внешнего освещения МБВ имел выдвижной прожектор мощностью 1000 Вт, расположенный в средней части корпуса за рубкой, и две фары по 100 Вт в кормовой и носовой части, закрытые броневыми крышками, а также четыре сигнальных фонаря. Кроме того, судя по фотографиям, на орудия устанавливались так называемые «фары боевого света» — по две фары-прожектора для ночной стрельбы, монтировавшиеся на маске орудия по обе стороны от ствола (аналогичные фары устанавливались на части серийных Т-28). Для внутреннего освещения имелось 28 плафонов, а также 12 розеток под переносные лампочки.
Для внешней связи устанавливалась радиостанция 71-ТК-2, поручневая антенна которой на командирской рубке. Была предусмотрена возможность прямого подключения МБВ в телеграфную линию. Что касается внутренней связи, то она осуществлялась по танков переговорного устройства ТПУ-6 на шесть абонентов. По ряду данных, на второй мотоброневагон установлено внутреннее переговорное устройство СПУ-7р на 10 абонентов.

## Служба и боевое применение
В конце 1937 года оба МБВ поступили в автобронетанковые части РККА Ленинградского военного округа, где включены в дивизионы бронепоездов, а тактико-технические характеристики МБВ позволяли применять его как в составе бронепоезда, так и самостоятельно.
8 марта 1940 года МБВ № 02 для испытаний в боевой обстановке придан 8-му отдельному дивизиону бронепоездов. С 10 марта МБВ подавлял огневые точки огнем с открытых позиций в районе полустанка Лиимата, отвлекая огонь нескольких артиллерийских и миномётных батарей, облегчая продвижение 123-й стрелковой дивизии вперед. 

### В Великой Отечественной войне
Оба броневагона активно применялись автобронетанковыми войсками РККА в боях Великой Отечественной войны, причём оба «прошли всю войну» и упоминаемая в некоторых источниках гибель МБВ № 01 в бою не соответствует действительности.

#### Мотоброневагон № 1

МБВ № 01. Видны стыки дополнительных накладных листов брони. Январь 1942

МБВ № 01 в 1941 года в ремонте на Коломенском машиностроительном заводе с демонтированным двигателем. 25 июля он, срочно отремонтированный, был отправлен в Москву. В сентябре-октябре 1941 г. на Подольском машиностроительном заводе накладными листами брони толщиной 15—25 мм дополнено вертикальное бронирование корпуса и башен (стало толщиной 30—40 мм).
В декабре 1941 года МБВ № 01 вошёл в 30-й отдельный дивизион бронепоездов (30 ОДБП). В нём броневагон воевал под Москвой, затем, после ремонта летом 1942 года — на стыке Сталинградского и Северо-Кавказского фронтов, участвовал в освобождении Ростова-на-Дону, Таганрога и в боях на Чонгарском перешейке в Крыму.
После освобождения Крыма в августе 1944 года 30-й ОДБП расформирован. МБВ № 01 направлен на ремонт и перевооружение (получил танковые пушки Ф-34), после чего в феврале 1945 года вошёл в 59-й ОДБП 1-го Белорусского фронта, где закончил войну.
После войны МБВ-1 попал на склад № 2707 в Брянске, а потом оказался в Музее военной и автомобильной техники УГМК в г. Верхней Пышме Свердловской области.
Возможно, оттуда его перевезли в московский Парк Победы, где он стоит и сейчас. Ведь произведено всего два таких мотоброневагона. Третьего не существовало.

#### Мотоброневагон № 2

МБВ № 2 из состава 14-го ОДБП, где числился, как бронепоезд № 684 «Стремительный». Мотоброневагон перевооружён 76,2-мм пушками Ф-34. Экипаж позирует на своей машине, празднуя снятие блокады Ленинграда. Ленинградский фронт, февраль 1944 года.

МБВ № 02, находившийся с мая 1939 года на ЛБТКУКС, в июле 1941 года был срочно приведён в боеготовое состояние. В начале июля 1941 года для него сформировали экипаж из бойцов и командиров ЛБТКУКС, и с 20 июля он был придан бронепоезду № 60 для совместных действий. Вплоть до начала августа МБВ № 02 и бронепоезд № 60 поддерживали советские войска на участках Кингисепп — Молосковицы и Ястребино — Молосковицы. 13 августа мотоброневагон подвергся интенсивному обстрелу немецкой артиллерией, разрушившей пути, но смог выйти из зоны обстрела. 18 августа МБВ и бронепоезд № 60 перебросили в район станции Чудово, где они вошли в группу бронепоездов майора Головачева. 21—29 августа 1941 года мотоброневагон в группе поддерживал огнем орудий части 48-й армии, а 30 августа убыл на ремонт в Ленинград.
После ремонта МБВ № 02 остался в Ленинграде, а бронепоезд № 60 после сдачи Мги отошёл на Кириши и позже его подчинили Волховскому фронту. Ремонт был закончен 11 октября 1941 года, и после испытаний пробегом в 38 км его передали представителю начальника автобронетанковых войск Ленинградского фронта.
С 21 октября командиром МБВ назначили младшего лейтенанта Г. Коновалова. Сначала мотоброневагон действовал самостоятельно на участке Северной железной дороги у станции Саперная. 10 ноября 1941 года МБВ № 02 вошёл в состав бронепоезда «Народный мститель», с которым на участках Рыбацкое — Саперная — Усть-Ижора поддерживал огнем части 55-й армии Ленинградского фронта. В мае 1942 года МБВ вошёл в 71-й ОДБП, куда вошли и бронепоезда «Народный мститель» и «Сталинец-28». В это время командиром МБВ № 02 назначен старший лейтенант А. Богданов. Дивизион по-прежнему действовал на участке 55-й армии в районе станции Саперная.
В декабре 1942 года мотоброневагон направили на ремонт в Ленинград на завод имени Сталина.
Директивой штаба Ленинградского фронта от 24 января 1943 года был сформирован 14-й ОДБП, куда включили бывший бронепоезд № 30 «Стойкий» Балтийского флота и мотоброневагон МБВ № 02, позже названный «Стремительный». Бронепоезда получили номера № 600 «Стойкий» и № 684 «Стремительный». 14-й ОДБП до августа 1943 года поддерживал артиллерийским огнем части 23-й армии, с августа по декабрь действовал у Синявино в 67-й армии. В декабре 1943 года дивизион включили в 53-ю армию и с января 1944 года он участвовал в боях по снятию блокады блокады Ленинграда в районах Колпино, Саблино, Красный Бор. В это время бронепоездом № 684 «Стремительный» командовал капитан Л. Донченко.
При ремонте на заводе им. Сталина летом 1943 года МБВ № 02 перевооружили, заменив пушки Л-11 на танковые Ф-34. МБВ продолжал активно эксплуатироваться до Победы, в основном обеспечивая зенитное прикрытие железнодорожных станций и восстановление разрушенных путей. К маю 1945 года МБВ № 02 входил в 14-й ОДБП.
После расформирования дивизиона он стоял на базах хранения до 1965 года, когда передан для сохранения в НИИИБТ-полигон в Кубинке, в экспозиции которого и находится по сей день. 

## Сохранившиеся экземпляры

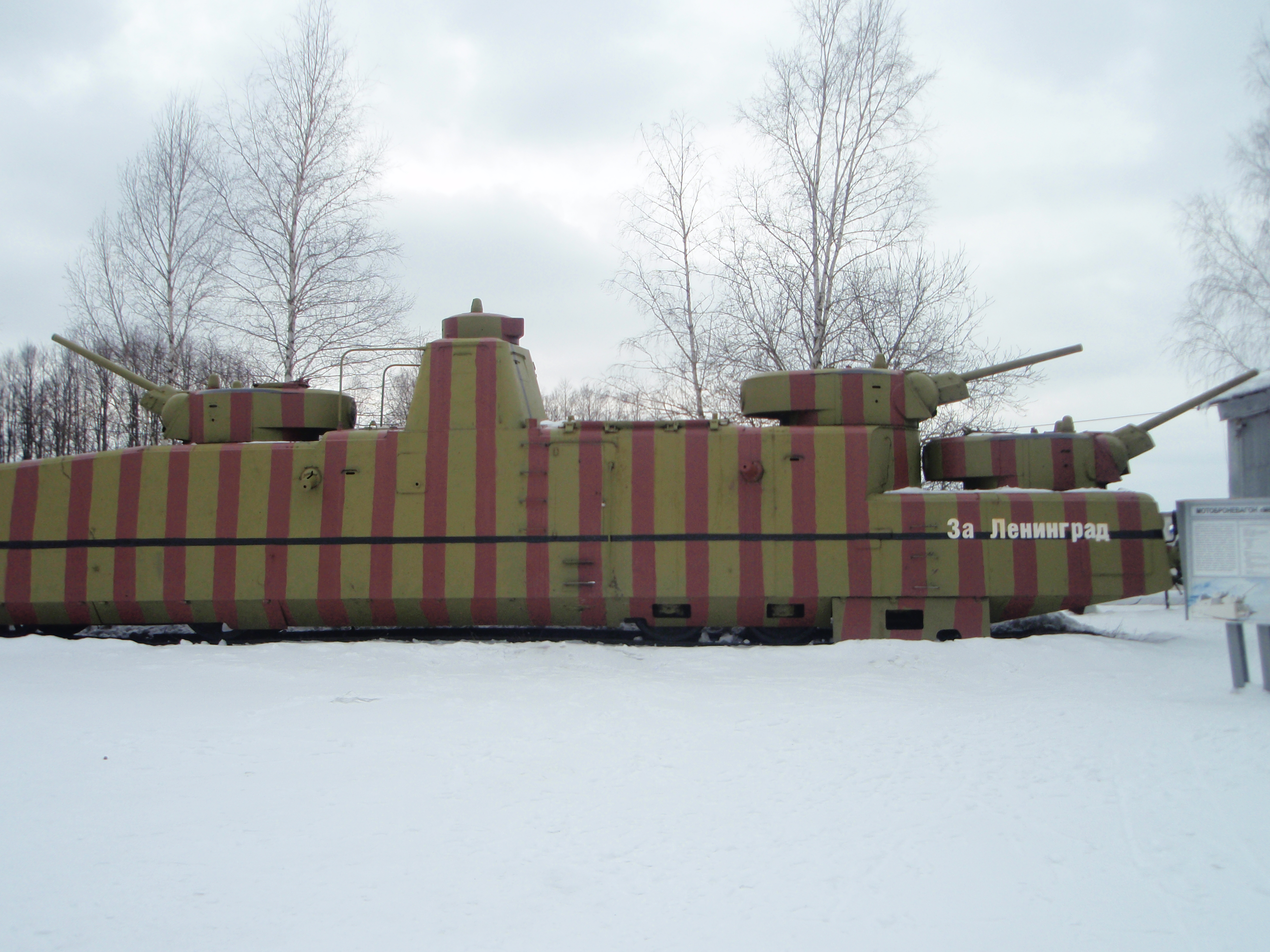
Сохранившийся до наших дней МБВ № 2 в открытой экспозиции бронетанкового музея в Кубинке.
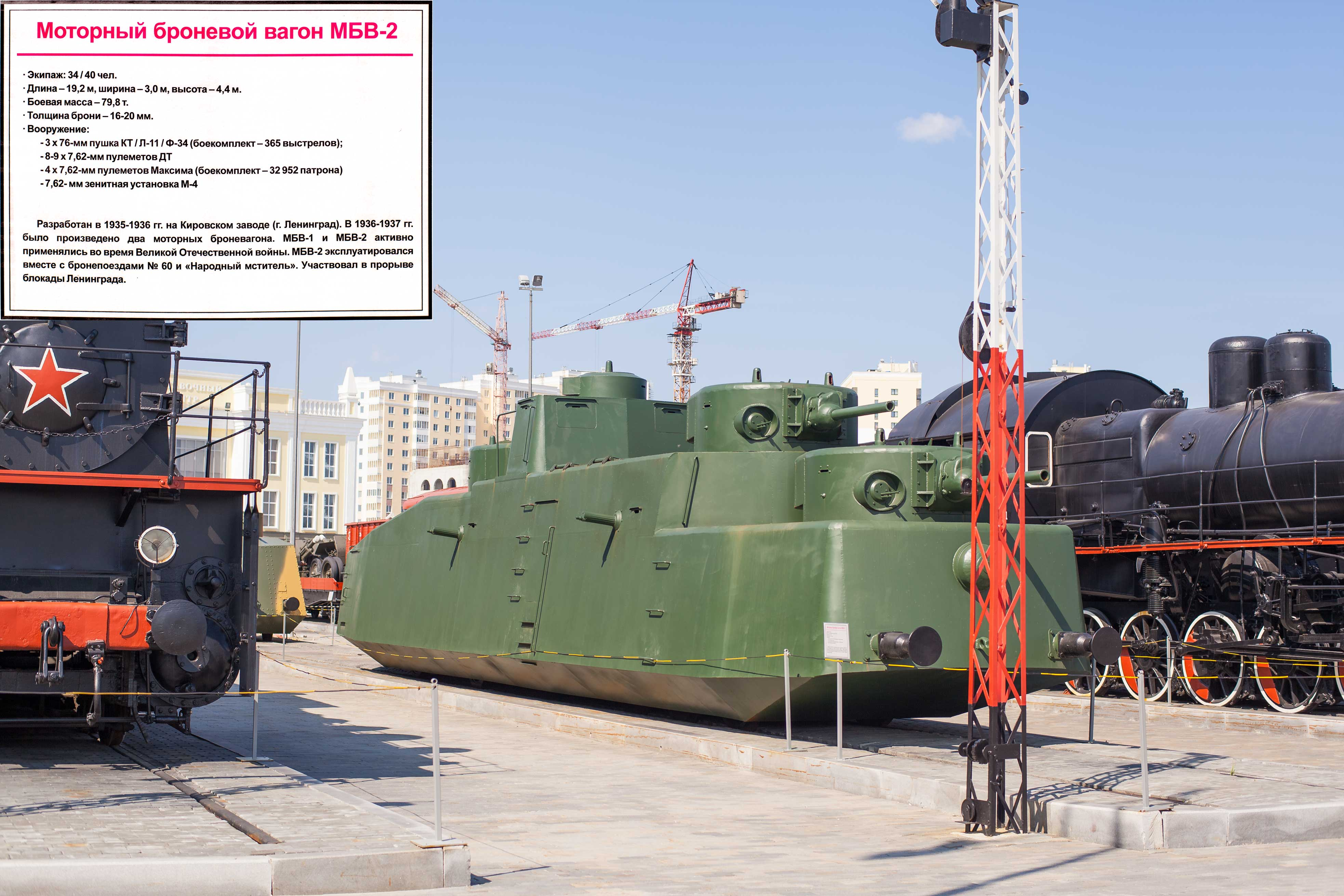
Макет МБВ в экспозиции музея военной техники «Боевая слава Урала».
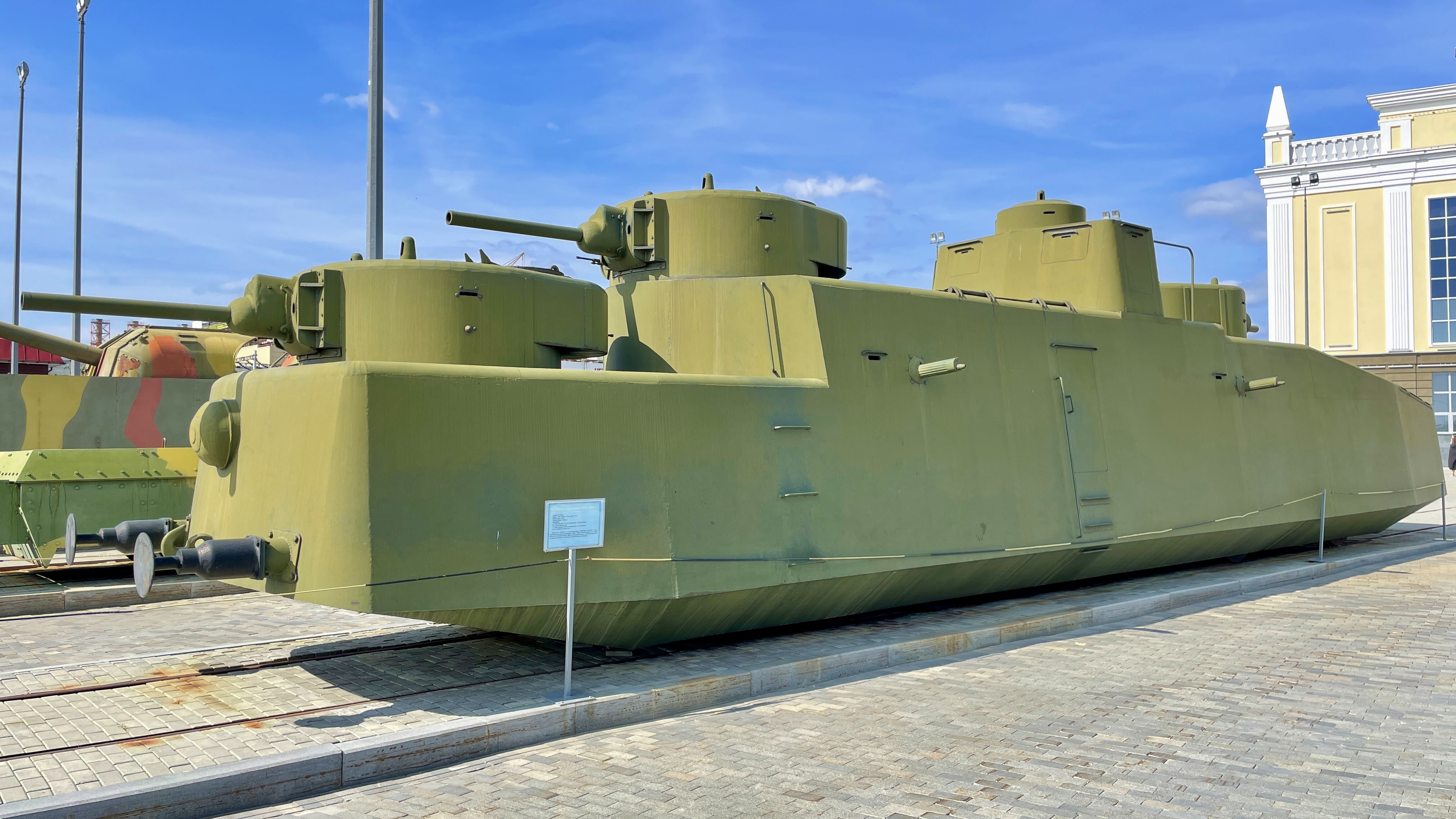

Прошедший войну МБВ №2, переданный в 1965 году в распоряжение полигона в Кубинке, сохранился до наших дней и в настоящее время демонстрируется в открытой экспозиции действующего при полигоне бронетанкового музея.
Кроме того, в экспозиции музея военной техники «Боевая слава Урала» в городе Верхняя Пышма Свердловской области демонстрируется полноразмерный макет-копия МБВ.

## Оценка проекта
На момент создания МБВ был одним из лучших образцов боевой железнодорожной техники, так как по меньшему силуэту и отсутствию дыма МБВ превосходил бронепоезда, а по защищённости не уступал им .
Мотоброневагон с вооружением, практически адекватным двум-трём бронеплощадкам бронепоезда, причём вооружение это было разноплановым и позволяло мотоброневагону решать широкий спектр задач. Обеспечивая высокую плотность и маневренность огня, МБВ был способен эффективно бороться с пехотой и огневыми точками противника и прикрывать железнодорожные объекты. Создатели МБВ уделили внимание такому важному аспекту, как защита машины от атак авиации, для которой железнодорожная техника по причине привязки к железнодорожному полотну была уязвима более, чем, к примеру, танки. 6—7 зенитных пулемётов обеспечивали неплохую защиту, но зенитные пулемёты винтовочного калибра обеспечивали слабую защиту, из-за этого на практике к МБВ нередко ещё и прицепляли бронеплатформу с 2 зенитными орудиями.
Высокая скорость позволяла активно маневрировать, что нередко залог выживания машины в бою. Немаловажным плюсом также являлось отсутствие дыма, часто демаскировавшего бронепоезда на паровой тяге. Последняя особенность, впрочем, была характерна для всех бронедрезин, но МБВ превосходил обычные бронедрезины в огневой мощи и разнообразию вооружения, являясь практически полноценным бронепоездом.
Но скорость сочеталась с относительно слабой броней, защищавшей МБВ лишь от пуль и осколков снарядов. Важно, однако, учитывать, что в момент проектирования и постройки МБВ 20-миллиметровая броня (да ещё и установленная под пусть небольшим, но углом) была на уровне среднего бронирования танков (у танков Т-26 выпуска после 1933 г. и у БТ-7 основная часть брони толщиной 15 мм, у немецких Panzerkampfwagen I и Panzerkampfwagen II также основная часть брони 15 мм, у Panzerkampfwagen III, массовое производство которого наладили лишь в 1940 году, в малосерийных выпусках 1936—1937 годов (время производства МБВ Кировского завода) толщина брони в основном 15 мм). К тому же, даже с противопульной бронёй МБВ весил почти 80 тонн (с нагрузкой на ось около 16 тонн).
Отдельно необходимо отметить надёжность мотоброневагонов, обеспечившую длительную эксплуатацию обоих, а также модернизационный потенциал (обеспечил двукратную модернизацию пушечного вооружения).